# Anthony van Kampen
Anthony Cornelis van Kampen (Hellevoetsluis, 28 augustus 1911 – Heerhugowaard, 6 mei 1991) was een Nederlandse schrijver.
Anthony van Kampen studeerde handelswetenschappen in Rotterdam, werd daarna journalist en werkte geruime tijd in het uitgeversbedrijf.
Van Kampens speciale interesse ging uit naar Nederlands-Nieuw-Guinea, waarbij hij vlak na de Tweede Wereldoorlog de Nederlanders een speciale rol toedichtte bij de ontwikkeling van dit land. Over Nieuw-Guinea was in Nederland destijds weinig bekend. In 1948 bezocht Anthony van Kampen Nederlands-Indië aan boord van de Hr. Ms. Kortenaer.
Met zijn trilogie Jungle, waarin zijn samengebracht Jungle Pimpernel. Controleur B.B (1949), Het laatste bivak (1950) en De verloren vallei (1951), die zich alle drie afspelen in Nieuw-Guinea, probeerde Van Kampen in Nederland meer belangstelling op te wekken voor deze Nederlandse kolonie. De trilogie beschrijft op indringende manier de levenswijze van de Papoea's. Onder de titel Demonen (z.j.) werden nog drie romans van hem over Nederlands Nieuw-Guinea samengebracht: Wijkende wildernis (1956), hier omgedoopt tot Reizen in de Vóór-Tijd, Hart zonder haat (1960) en Prauw aan boord (1957). 
In een ander door hem geschreven trilogie, Het leven van Mary Bryant (1975), bevattende De verbanning (1968), De open boot (1969) en De terugkeer (1969), tracht Anthony van Kampen de ontsnapping te reconstrueren van een vrouw en een aantal mannen uit een van de eerste Engelse gevangeniskampen bij Botany Bay, gelegen in het huidige Sydney in Australië.
Van Kampen was een reizend schrijver met veel belangstelling voor de zee en alles wat daarmee verband houdt. Naast bovengenoemde trilogieën schreef hij over het Amazonebekken en Groenland. Zijn in 1967 verschenen Het land dat God vergat over het Amazonegebied bracht zijn landgenote Betty Smit ertoe om daarnaartoe te vertrekken om er zending en hulp te bedrijven. Van Kampen zou op zijn beurt later een boek schrijven over haar pioniersjaren daar, Betty Smit, freelance voor God.
In 1946 richtte hij De Blauwe Wimpel op, een maandblad voor scheepvaart en scheepsbouw in de Lage Landen. In hetzelfde jaar verscheen zijn boek Pieter Straat, De scheepsjongen van d'Halve maen, maar het bekendst werd zijn veel verkochte Ketelbinkie-trilogie voor oudere jongens, bestaand uit Ketelbinkie (1946), Ketelbinkie's stuurmanstijd (1947) en Kapitein Jan van Leeuwen (1948).
In 1986 ontving hij de zilveren erepenning van de gemeente Bergen. 
Van Kampen ligt begraven op de algemene begraafplaats in Bergen (Noord-Holland).
Overige werken:
- Een stad sterft (1934)
- Ik val aan, volg mij (1947; over Karel Doorman)
- Zee zonder genade (1949)
- Scheepsverklaring (1952) Verhalen verzameld door Anthony van Kampen
- Groenland : continent der eenzamen (1953)
- Incident op Corsica (1955)
- Wijkende wildernis (1956)
- Prauw aan boord, een novelle (1957)
  - Dit verhaal verscheen eerst zonder titel, als leesweekgeschenk van de Algemene Nederlandse Bond van Leesbibliotheken. Het boekje werd aangeboden voor de prijs van éénmaal de leesprijs van een normaal bibliotheekboek. De lezers werd gevraagd een titel te bedenken. De uitverkoren titel werd beloond met een prijs van 200 guldens. De bijgevoegde antwoordkaart moest voor 15 november 1957 worden ingestuurd, de uitslag werd vóór het einde van januari 1958 bekendgemaakt.[1]
  - Al in 1957 verscheen de tweede druk, bij Uitgeverij C. de Boer Jr. te Ansterdam, met als titel: Prauw aan boord, als nummer 3 in de reeks Boegbeeld.[2]
- Een sprong in ’t duister …? : emigreren.... wat is dat? (1959)
- Hart zonder haat (1960)
- Anthony van Kampen Omnibus (1961), bevat: Jungle Pimpernel, Incident op Corsica en Prauw aan boord
- Terug naar Calvi (1962)
- Het zilveren spoor - Een verhaal uit Schotland (1963)
- Het land dat God vergat (1967)
- Het oog van de naald - Verhalen (1969)
- Plesman, grondlegger van de gouden KLM (1969)
- De ontmoeting (1970)
- Runamara (1971)
- Het beest uit zee - De ondergang van het Compagnieschip 'Batavia' (1971)
- Geschonden eldorado (1972)
- Betty Smit, Freelance voor God (1973)
- De laatste grens : door de groene hel naar de uitstervende indianen van Amazonas (1974)
- Een kwestie van macht. Het bewogen leven van de arts dr. L.J.H. Schoonheyt in het voormalige Nederlandsch-Indië, Nieuw-Guinea, Suriname en Nederland (1975)
- Amazonas trilogie (1976) bevat: Het land dat God vergat, Geschonden Eldorado en De laatste grens
- Corsicaans avontuur (1979)
- Demonen (1979) bevat: Reizen in de Vóór-tijd, Hart zonder haat. Prauw aan boord. Welke werken eerder zijn verschenen als afzonderlijke uitg. onder de titels: Wijkende wildernis, Hart zonder Haat en Prauw aan boord, Rugtitel: Demonen : de magie der wildernis, ISBN 90-269-6032-8